# Jutte
Jitte ou Jutte (十手) é um kata do caratê originário do estilo Tomari-te, cujas raízes são encontradas na China, nos estilos derivados do estilo da garça branca, do templo Shaolin. Junto com so kata Ji'han e Jiin formam um grupo de mesma origem, que alguns dizem ter sido uma forma única que foi desmembrada.

## História
Com dificuldade, apoiando-se nalgumas estórias, concluiu-se que a origem primeira do kata Jitte encontra-se na China, onde seria praticado no estilo denominado Luohan quan[a], do templo Shaolin. Essa ideia advém do facto de que os movimentos iniciais e terminais do kata, isto é, cerrar um punho e cobri-lo com a outra mão diante do coração, podem ser interpretados como uma vetusta forma de saudação praticada pelos monges de Shaolin.
Em Oquinaua, primeiro foi praticado no estilo Tomari-te, e difundido pelo mestre Kosaku Matsumora, que o teria aprendido de um experto chinês de chuan fa de nome Lau Lai Annan. De Tomari, o kata foi transmitido aos praticantes de Shuri-te, deste paro o estilo Shorin-ryu e, por último, aos estilos modernos.

### Genealogia
Shuri-te
Sokon Matsumura
Shorin-ryu
Shotokan
Gichin Funakoshi
Shito-ryu
Kenwa Mabuni
Wado-ryu
Gosoku-ryu

## Características
O conjunto de movimentos da forma priorizam as técnicas de defesa com as mãos, sendo que há técnicas para defender a cabeça contra ataques de bastão. Há também golpes de imobilização e torções. São executados 24 kyodo e existem dois instantes de kiai, o primeiro, no 12º kyodo e o outro, no último.